# Gaston-René-Eugène Roton
Gaston-René-Eugène Roton, francoski general, * 1884, † 1967.